# Liste de ponts de Grèce
Cette liste de ponts de Grèce a pour vocation de présenter une liste de ponts remarquables de Grèce, tant par leurs caractéristiques dimensionnelles, que par leur intérêt architectural ou historique.

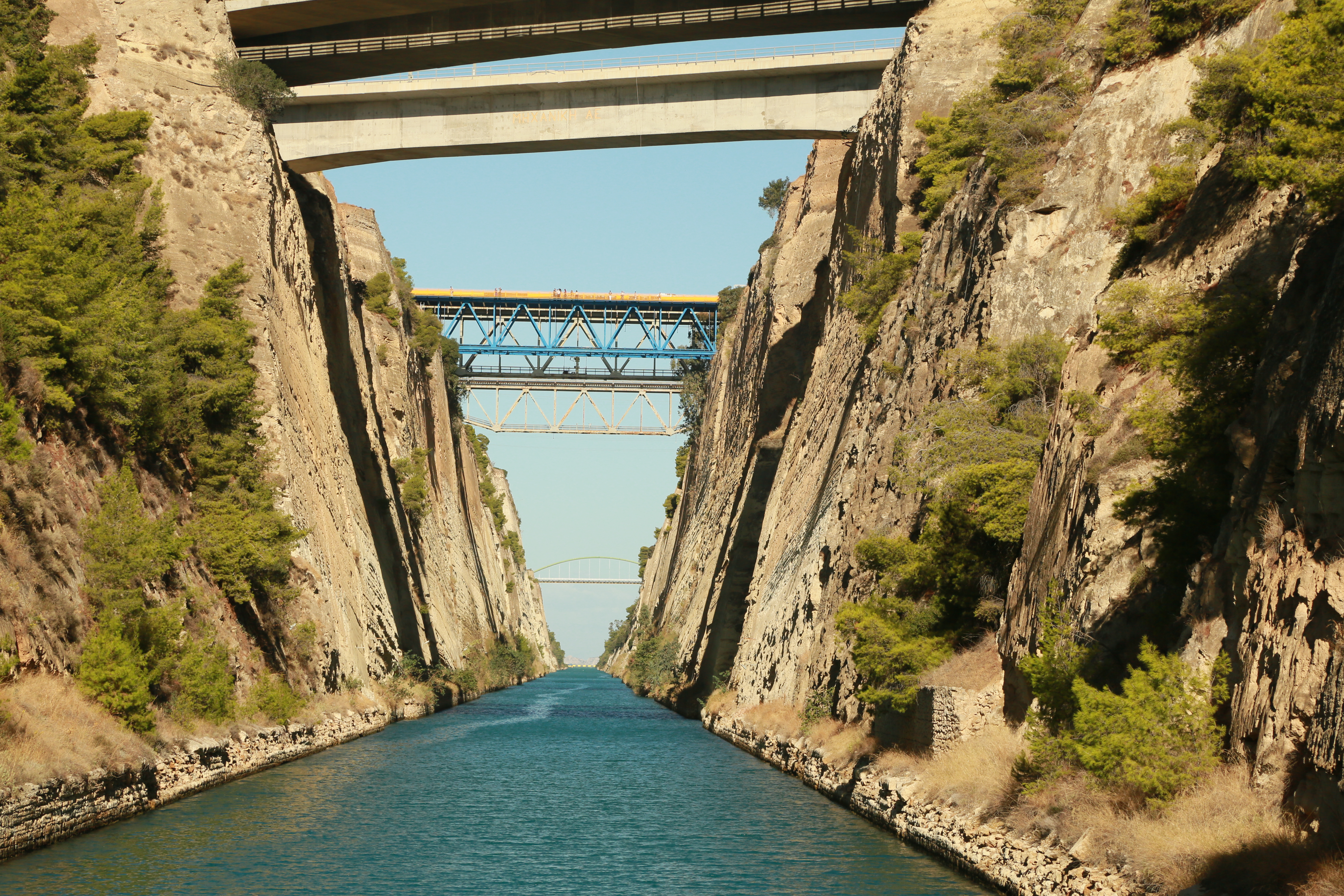
Les ponts sur le canal de Corinthe.

La catégorie lien donne la classification de l'ouvrage parmi ceux présentés et propose un lien vers la fiche technique du pont sur le site Structurae, base de données et galerie internationale d'ouvrages d'art. La liste peut être triée selon les différentes entrées du tableau pour voir ainsi les ponts en arc ou les ouvrages les plus récents par exemple.
Les colonnes portée et longueur, exprimées en mètres indiquent respectivement la distance entre les pylônes de la travée principale et la longueur totale de l'ouvrage, viaducs d'accès compris.

## Ponts présentant un intérêt historique
|  |    | Nom                            | Grec                                  | Distinction                                                        | Long. | Type                                                                   | Voie portée Voie franchie                 | Date                  | Localisation                                   | Périphérie                    | Ref.    |
|  | -- | ------------------------------ | ------------------------------------- | ------------------------------------------------------------------ | ----- | ---------------------------------------------------------------------- | ----------------------------------------- | --------------------- | ---------------------------------------------- | ----------------------------- | ------- |
|  | 1  | Pont mycénien de Kazarma       | Γέφυρα του Αρκαδικού                  | Figure parmi les plus anciens ponts connus au monde                | 22    | Maçonnerie Voûte en encorbellement, gros blocs calcaires, pierre sèche |                                           | 1300 av. J.-C.        | Nauplie 37° 35′ 37,1″ N, 22° 56′ 14,9″ E       | Péloponnèse                   |         |
|  | 2  | Pont antique de Brauron        | Γέφυρα της Βραυρώνας                  | Seul pont de la Grèce classique encore en état                     | 9     | Dalles de pierre                                                       | Erasinos                                  | 500 av. J.-C.         | Brauron 37° 55′ 35,9″ N, 23° 59′ 42,3″ E       | Attique                       | [ 1 ]   |
|  | 3  | Pont d'Eleutherna (en)         | Γέφυρα Ελεύθερνα                      | Portée : 3,95 mètres                                               | 9     | Maçonnerie Voûte triangulaire en encorbellement, calcaire              | Pont piétonnier Pharangitis, Chalopota    | IIIe siècle av. J.-C. | Eleftherna 35° 20′ 17,6″ N, 24° 40′ 13,6″ E    | Crète                         | [ 2 ]   |
|  | 4  | Aqueduc de Mόria               | Ρωμαϊκό Υδραγωγείο Μορίας             |                                                                    | 170   | Maçonnerie 2 niveaux, 17 arches plein cintre Aqueduc                   |                                           | IIe siècle            | Mória (Lesbos) 39° 07′ 34″ N, 26° 30′ 52,9″ E  | Égée-Septentrionale           | [ 3 ]   |
|  | 5  | Pont romain de Patras          | Ρωμαϊκή γέφυρα Πάτρας                 |                                                                    |       | Maçonnerie 3 arches plein cintre                                       | via publica Patras–Aigion Kallinaos       | IIe et IVe siècle     | Patras 38° 16′ 02″ N, 21° 45′ 19″ E            | Péloponnèse                   | [ 4 ]   |
|  | 6  | Pont du Portaïkós              | Γέφυρα του Πορταϊκού                  | Construit par Saint Bessarion (en) Portée : 28 mètres              | 67    | Maçonnerie 1 arche plein cintre, dos d'âne                             | Pont piétonnier Portaïkós (el)            | 1514                  | Pýli 39° 27′ 35,3″ N, 21° 36′ 00″ E            | Thessalie                     |         |
|  | 7  | Aqueduc de Kavála (en)         | Αρχαίο υδραγωγείο στην Καβάλα         |                                                                    |       | Maçonnerie Aqueduc                                                     |                                           | 1530                  | Kavala 40° 56′ 13,5″ N, 24° 24′ 55,8″ E        | Macédoine-Orientale-et-Thrace |         |
|  | 8  | Pont d'Árta                    | Γέφυρα της Άρτας                      |                                                                    | 130   | Maçonnerie 4 arches plein cintre, dos d'âne                            | Pont piétonnier Arachthos                 | 1612                  | Arta 39° 09′ 06,4″ N, 20° 58′ 28,8″ E          | Épire                         |         |
|  | 9  | Pont de Manólis                | Γέφυρα του Μανώλη                     | Pont immergé depuis la construction du barrage de Kremasta en 1969 |       | Maçonnerie 1 arche ogivale                                             | Hors service Lac de Kremasta – Agrafiotis | 1659                  | Agrafa 38° 58′ 44,1″ N, 21° 33′ 42,6″ E        | Grèce-Centrale                | [ 5 ]   |
|  | 10 | Pont de Misios                 | Γέφυρα Μίσιου                         |                                                                    |       | Maçonnerie 1 arche plein cintre, dos d'âne                             | Pont piétonnier Bagiotikos                | 1748                  | Tsepélovo 39° 52′ 09,8″ N, 20° 45′ 54″ E       | Épire                         |         |
|  | 11 | Pont de Kokkoris ou Noutsos    | Γέφυρα Κόκκορη ή Νούτσου              |                                                                    | 23    | Maçonnerie 1 arche plein cintre, dos d'âne                             | Pont piétonnier Voïdomátis                | 1750                  | Kípi-Koukoúli 39° 51′ 43,3″ N, 20° 46′ 29,2″ E | Épire                         | [ P 1 ] |
|  | 12 | Pont Kompsatos (de)            | Γεφύρι Κομψάτος                       |                                                                    |       | Maçonnerie 2 arches plein cintre (3 à l'origine)                       | Pont piétonnier Kompsátos (en)            | XVIIIe siècle         | Iasmos 41° 08′ 27,7″ N, 25° 12′ 37,8″ E        | Macédoine-Orientale-et-Thrace |         |
|  | 13 | Pont de Plakidas ou Kalogerikó | Γέφυρα του Πλακίδα ή Καλογερικό       |                                                                    | 56    | Maçonnerie 3 arches plein cintre, 3 dos d'âne                          | Pont piétonnier Vikos                     | 1814                  | Koukoúli 39° 51′ 42,1″ N, 20° 47′ 11,4″ E      | Épire                         | [ P 2 ] |
|  | 14 | Pont de Klidonia ou Voidomatis | Γεφύρι της Κλειδωνιάς ή του Βοϊδομάτη |                                                                    |       | Maçonnerie 1 arche                                                     | Pont piétonnier Voïdomátis                | 1853                  | Klidoniá (en) 39° 58′ 04,2″ N, 20° 39′ 48,3″ E | Épire                         | [ P 3 ] |
|  | 15 | Pont de Pláka (en)             | Γέφυρα Πλάκας                         | Portée : 40 mètres                                                 |       | Maçonnerie 1 arche                                                     | Pont piétonnier Arachthos                 | 1866                  | Frásta 39° 27′ 37,6″ N, 21° 01′ 47,7″ E        | Épire                         | [ P 4 ] |
|  | 16 | Pont de Kónitsa (el)           | Γεφύρι της Κόνιτσας                   | Portée : 35,6 mètres                                               |       | Maçonnerie 1 arche, dos d'âne                                          | Vjosa                                     | 1870                  | Kónitsa 40° 02′ 11,2″ N, 20° 44′ 42,6″ E       | Épire                         | [ P 5 ] |
|  | 17 | Pont de Gorgopotamos           | Γέφυρα του Γοργοποτάμου               |                                                                    | 211   | Treillis Acier, 4 piles maçonnerie, 2 piles treillis acier             | Pont ferroviaire Gorgopotamos             | 1905                  | Gorgopotamos 38° 49′ 50,7″ N, 22° 23′ 21,8″ E  | Grèce-Centrale                | ,       |

## Ponts présentant un intérêt architectural
|  |   | Nom                | Grec             | Distinction                                           | Long. | Type                                                            | Voie portée Voie franchie | Date | Localisation                             | Péripherie  | Ref.  |
|  | - | ------------------ | ---------------- | ----------------------------------------------------- | ----- | --------------------------------------------------------------- | ------------------------- | ---- | ---------------------------------------- | ----------- | ----- |
|  | 1 | Pont d'Aradena     | Γέφυρα Αραδαίνας | Spot de saut à l'élastique Hauteur libre : 138 mètres | 84    | Treillis Acier Pont Bailey                                      | Gorge d'Arádena           | 1986 | Anopoli 35° 13′ 21,4″ N, 24° 03′ 44″ E   | Crète       | [ 8 ] |
|  | 2 | Pont Katehaki      | Γέφυρα Κατεχάκη  | Design par Santiago Calatrava                         |       | Haubané Monopylône, tablier poutres acier, pylône incliné acier | Pont piétonnier Mesogeion | 2004 | Athènes 37° 59′ 36,4″ N, 23° 46′ 34,4″ E | Attique     | [ 9 ] |
|  | 3 | Pont d'Isthmia     |                  |                                                       |       | Poutres Pont submersible                                        | Canal de Corinthe         | 1988 | Isthmia 37° 55′ 06″ N, 23° 00′ 25″ E     | Péloponnèse |       |
|  |   | Pont de Poseidonia |                  |                                                       |       | Poutres Pont submersible                                        | Canal de Corinthe         | 1988 | Corinthe 37° 57′ 00″ N, 22° 57′ 45″ E    | Péloponnèse |       |

## Les grands ponts
Ce tableau présente les ouvrages ayant des portées supérieures à 100 m ou des longueurs totales de plus de 1 000 m (liste non exhaustive).
|  |    | Nom                                       | Grec                            | Portée   | Long. | Type                                                                 | Voie portée Voie franchie                                                      | Date | Localisation                                         | Péripherie                       | Ref.   |
|  | -- | ----------------------------------------- | ------------------------------- | -------- | ----- | -------------------------------------------------------------------- | ------------------------------------------------------------------------------ | ---- | ---------------------------------------------------- | -------------------------------- | ------ |
|  | 1  | Pont Rion-Antirion                        | Γέφυρα Ρίου-Αντίρριου           | 560 (x3) | 2883  | Haubané 4 pylônes béton, tablier mixte acier/béton 286+560x3+286     | Route européenne 55 Route européenne 65 Golfe de Corinthe                      | 2004 | Río - Antirrio 38° 19′ 13,4″ N, 21° 46′ 24,4″ E      | Grèce-Occidentale                |        |
|  | 2  | Pont de Tsakóna (en)                      | Τοξωτή Γέφυρα Τσακώνας          | 300      | 490   | Arc Acier, tablier intermédiaire                                     | Moreas Motorway A7 Route européenne 65 Vallée de Tsakona                       | 2015 | Mégalopolis 37° 17′ 46″ N, 22° 01′ 33″ E             | Péloponnèse                      |        |
|  | 3  | Pont du Metsovitikos                      | Γέφυρα Μετσοβίτικου             | 235      | 537   | Poutre-caisson Béton précontraint 2 ouvrages jumelés 45+118+235+140  | Egnatía Odós A2 Route européenne 90 (Arachtos)                                 | 2008 | Metsovo 39° 45′ 29,2″ N, 21° 10′ 42,6″ E             | Épire                            |        |
|  | 4  | Pont de Votonosi                          | Γέφυρα Βοτονοσίου               | 230      | 490   | Poutre-caisson Béton précontraint 2 ouvrages jumelés 130+230+130     | Egnatía Odós A2 Route européenne 90 Metsovítikos (en) (affluent de l'Arachtos) | 2004 | Metsovo 39° 45′ 26,2″ N, 21° 07′ 30,7″ E             | Épire                            | [ 10 ] |
|  | 5  | Pont de l'Euripe (en)                     | Γέφυρα Ευρίπου                  | 215      | 694   | Haubané Tablier dalle béton, pylônes béton 90+215+90                 | Athinon Chalkidos Détroit de l'Euripe                                          | 1992 | Chalcis 38° 26′ 41,5″ N, 23° 35′ 27″ E               | Grèce-Centrale                   |        |
|  | 6  | Pont de Tatarna                           | Γέφυρα Τατάρνας                 | 196      | 437   | Poutre-caisson Béton précontraint 97+196+150                         | Stratou-Gefyras Tatarnas Achéloos                                              | 1973 | Triklino 38° 58′ 13,7″ N, 21° 29′ 28,9″ E            | Grèce-Occidentale Grèce-Centrale |        |
|  | 7  | Pont de Malakasi-Grevena                  |                                 | 160      | 349   | Poutre-caisson Béton précontraint 2 ouvrages jumelés 94+160+94       | Egnatía Odós A2 Route européenne 90                                            |      | Malakássi 39° 48′ 56,5″ N, 21° 19′ 22,3″ E           | Thessalie                        | [ 11 ] |
|  | 8  | Pont T9-T11 (A2)                          |                                 | 155      | 409   | Poutre-caisson Béton précontraint 2 ouvrages jumelés 105+155+105     | Egnatía Odós A2 Route européenne 90                                            | 2010 | Egnatia (Ioannina) 39° 44′ 05,5″ N, 21° 03′ 00,4″ E  | Épire                            | [ 12 ] |
|  | 9  | Pont Katouna                              |                                 | 150      | 310   | Poutre-caisson Béton précontraint 2 ouvrages jumelés 77+150+77       | Egnatía Odós A2 Route européenne 90                                            | 2000 | Mavillis 39° 39′ 13,9″ N, 20° 57′ 34,2″ E            | Épire                            | [ 13 ] |
|  | 10 | Pont G3 (A2)                              | Γέφυρα Γ3                       | 144      | 326   | Poutre-caisson Béton précontraint 2 ouvrages jumelés 91+144+91       | Egnatía Odós A2 Route européenne 90                                            | 2007 | Grevená 40° 02′ 02,1″ N, 21° 24′ 25,5″ E             | Macédoine-Occidentale            | [ 14 ] |
|  | 11 | Pont de l'Arachthos                       | Γέφυρα Άραχθος                  | 142 (x6) | 1036  | Poutre-caisson Béton précontraint 2 ouvrages jumelés 92+142x6+92     | Egnatía Odós A2 Route européenne 90 Arachthos                                  | 2009 | Zagori-de-l'Est 39° 42′ 44,9″ N, 20° 58′ 57,2″ E     | Épire                            |        |
|  | 12 | Pont G7 (A2)                              | Γέφυρα Γ7                       | 120      | 270   | Poutre-caisson Béton précontraint 2 ouvrages jumelés 75+120+75       | Egnatía Odós A2 Route européenne 90                                            | 2004 | Malakássi 39° 47′ 21,3″ N, 21° 15′ 47,8″ E           | Thessalie                        | [ 15 ] |
|  | 13 | Pont du Venetikos                         | Γέφυρα Βενέτικου                | 120 (x4) | 636   | Poutre-caisson Béton précontraint 2 ouvrages 80+120x4+76 85+120x3+85 | Egnatía Odós A2 Route européenne 90 Venetikos (affluent de l'Aliakmon)         | 2008 | Grevená 39° 58′ 47,2″ N, 21° 22′ 16,1″ E             | Macédoine-Occidentale            | [ 16 ] |
|  | 14 | Pont de Paliouria-Panagia                 |                                 | 120      | 371   | Poutre-caisson Béton précontraint                                    | Aliakmon                                                                       | 2009 | Paliouria - Panagia 39° 57′ 54,3″ N, 21° 43′ 46,3″ E | Macédoine-Occidentale            | [ 17 ] |
|  | 15 | Pont G11 (A2)                             | Γέφυρα Γ11                      | 119      | 300   | Poutre-caisson Béton précontraint 2 ouvrages jumelés 64+119+64       | Egnatía Odós A2 Route européenne 90                                            |      | Polymylos 40° 22′ 46,6″ N, 22° 05′ 40,3″ E           | Macédoine-Occidentale            | [ 18 ] |
|  | 16 | Pont G10 (A2)                             | Γέφυρα Γ10                      | 112      | 265   | Poutre-caisson Béton précontraint 2 ouvrages jumelés 61+112+61       | Egnatía Odós A2 Route européenne 90                                            |      | Kastania 40° 22′ 56,1″ N, 22° 06′ 45,6″ E            | Macédoine-Centrale               | [ 18 ] |
|  | 17 | Pont Landslide                            |                                 | 110      | 272   | Arc Acier, tablier suspendu                                          | Voie ferrée                                                                    | 2008 | Asprópyrgos 38° 01′ 50,7″ N, 23° 37′ 50,4″ E         | Attique                          | [ 19 ] |
|  | 18 | Pont autoroutier sur le Canal de Corinthe |                                 | 110      |       | Poutre-caisson Béton précontraint 2 ouvrages jumelés                 | Olympia Odos A8 Route européenne 94 Canal de Corinthe                          |      | Corinthe 37° 55′ 29,7″ N, 22° 59′ 51,6″ E            | Péloponnèse                      |        |
|  | 19 | Pont Kastania (G12)                       | Γέφυρα Γ12 (Καστανιά Κοζάνης)   | 107      | 457   | Poutre-caisson Béton précontraint 2 ouvrages jumelés 61+107x3+75     | Egnatía Odós A2 Route européenne 90                                            |      | Polymylos 40° 22′ 14,2″ N, 22° 04′ 50,1″ E           | Macédoine-Occidentale            | [ 20 ] |
|  | 20 | Pont G2 (A2)                              | Γέφυρα Γ2                       | 104 (x3) | 426   | Poutre-caisson Béton précontraint 2 ouvrages jumelés 57+104x3+57     | Egnatía Odós A2 Route européenne 90                                            |      | Theodoros Ziakas 40° 00′ 57″ N, 21° 23′ 01,7″ E      | Macédoine-Occidentale            |        |
|  | 21 | Pont du Greveniotikos                     | Γέφυρα Γρεβενών                 | 100 (x8) | 960   | Poutre-caisson Béton précontraint 2 ouvrages jumelés 60+100x8+60     | Egnatía Odós A2 Route européenne 90 Grévéniotikos (affluent de l'Aliakmon)     |      | Grevená 40° 05′ 35,5″ N, 21° 27′ 16,8″ E             | Macédoine-Occidentale            |        |
|  | 22 | Pont du lac de Polyfýto                   | Γέφυρα της λίμνης του Πολυφύτου |          | 1372  | Poutre-caisson Béton précontraint                                    | Lac artificiel de Polýfyto (Aliakmon)                                          | 1975 | Neraida - Sérvia 40° 14′ 08,2″ N, 21° 58′ 09,4″ E    | Macédoine-Occidentale            |        |
|  | 23 | Passerelle sur le canal de Corinthe       |                                 |          |       | Arc Acier, tablier intermédiaire                                     | Passerelle Canal de Corinthe                                                   |      | Corinthe 37° 56′ 12,8″ N, 22° 58′ 50,8″ E            | Péloponnèse                      |        |